# MCB (motorfiets)

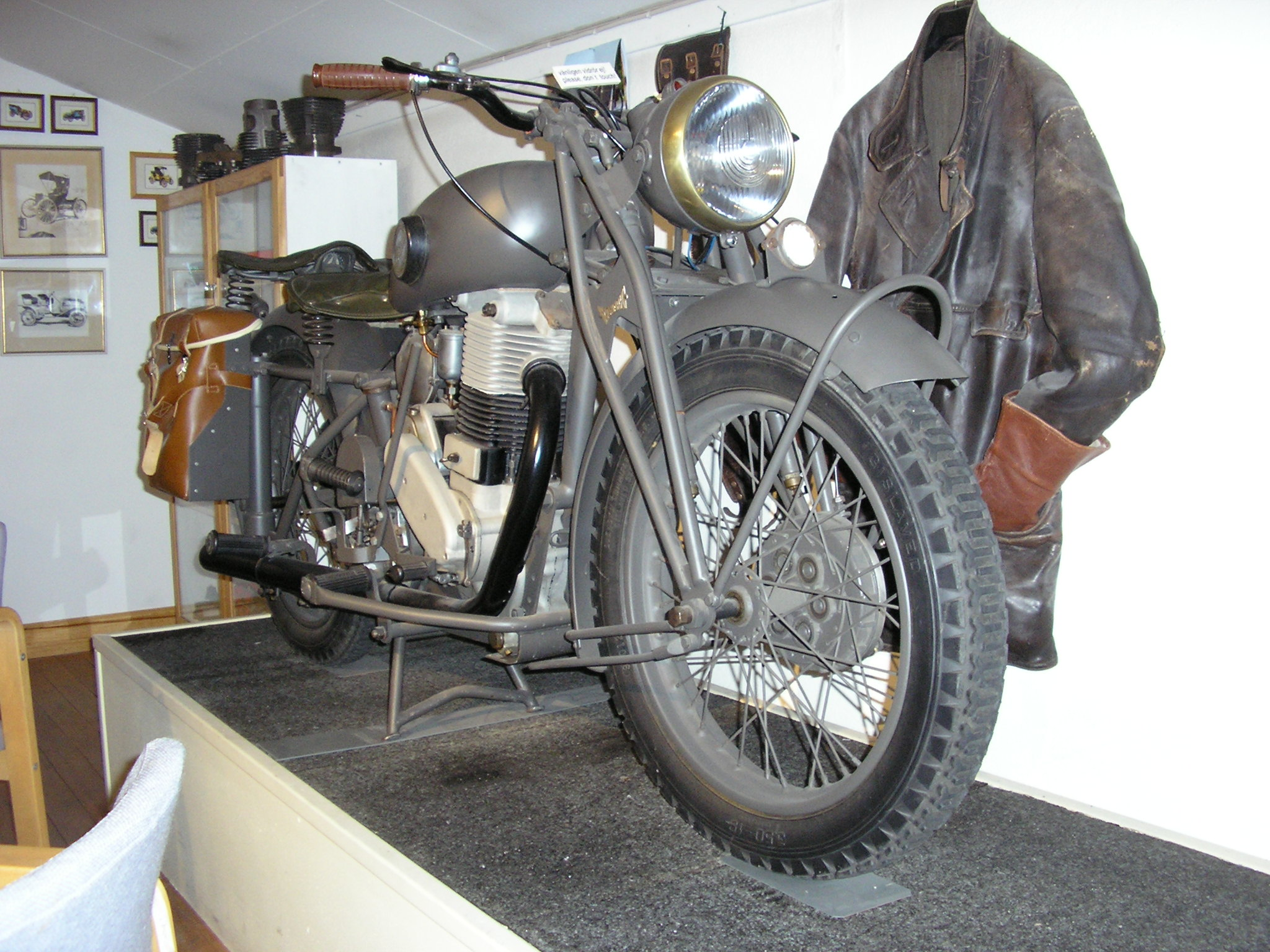
Militaire 500 cc Monark-Albin uit 1942

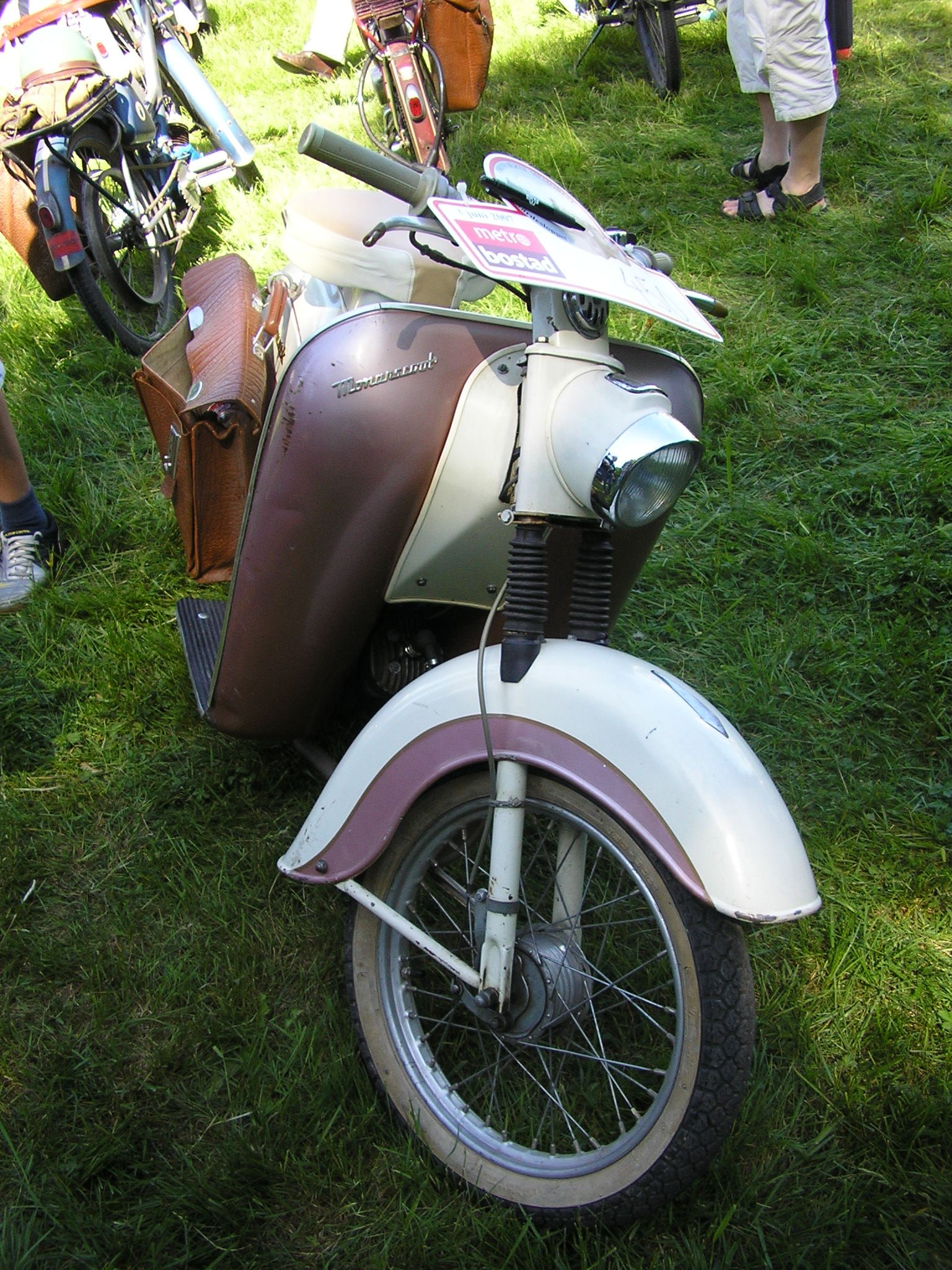
De Monarscoot scooter

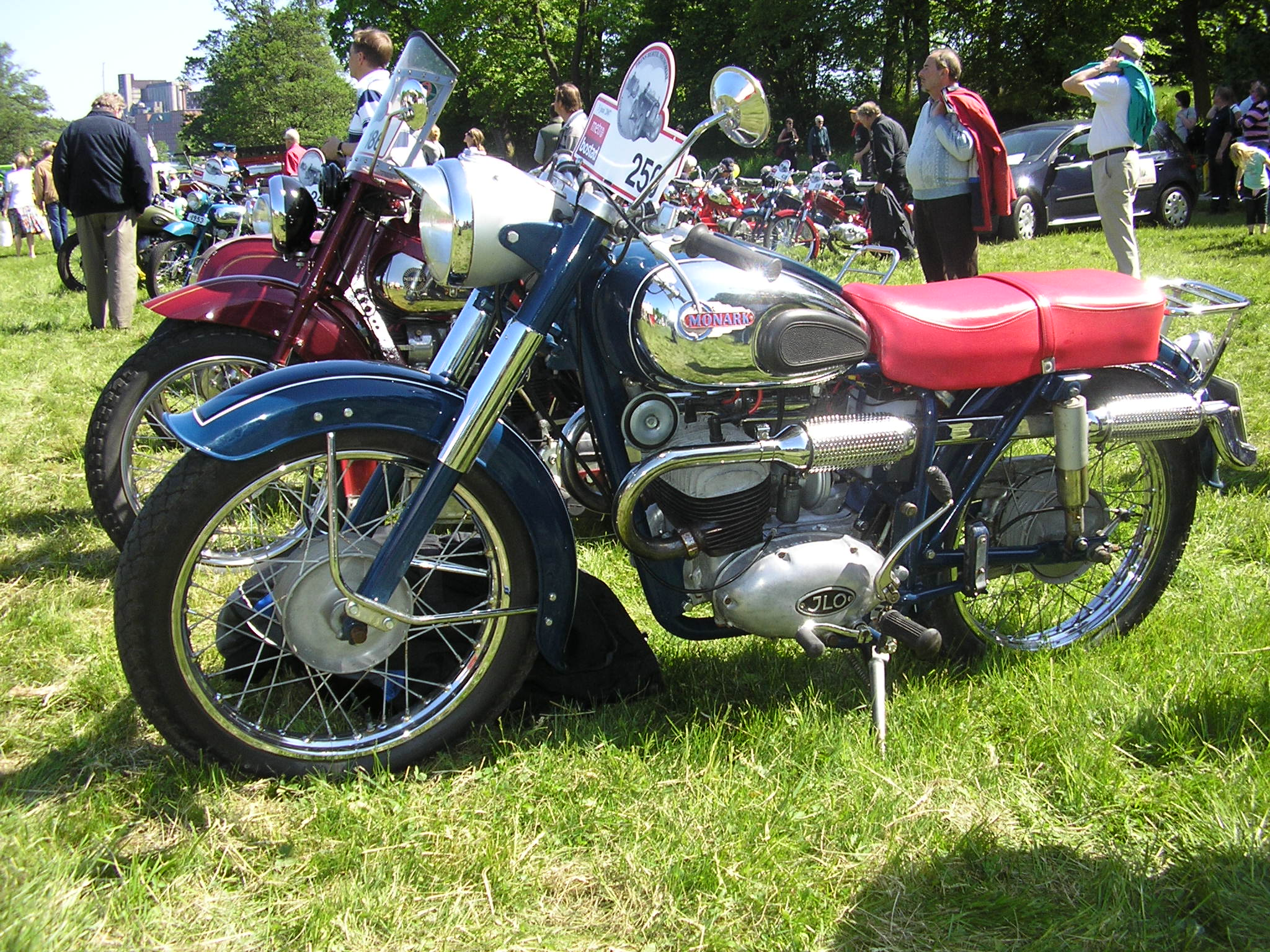
Monark met een ILO-tweetaktmotor

MCB (of MCB Monark) is een Zweeds motorfietsmerk, dat tegenwoordig bij het Volvo-concern behoort, en dat ook bekend is van de Monark-motorfietsen.
MCB Monark-Crescent AB, Varberg.
Zweedse fabriek die waarschijnlijk in 1913 haar eerste mo-torfiets maakte, maar pas in 1920 begon met de serieproductie. Van 1920 tot 1927 werden deze onder de naam Esse verkocht en hadden een 172 cc Blackburne-motor in een fietsframe.
In 1927 veranderde men de merknaam in Monark. Er kwamen modellen van 98- tot 596 cc en in de oorlog ook een 998 cc V-twin. Sommige modellen hadden eigen motoren, sommige blokken kwamen van Sachs, ILO of andere tweetakt-leveranciers en de zwaardere modellen hadden blokken van Blackburne. 
In 1936 ging men zich meer op de lichte tweetakten toeleggen. In de oorlog werden Husqvarna/Albin-blokken gebruikt om legermotoren te maken. In de loop van de jaren kwamen merken als Nordstjerman, Hermes en Apollo onder de hoede van het merk.
In 1960 werd NV overgenomen. Vanaf dat moment werd pas de naam MCB gebruikt De laatste jaren werden er modellen van 50 tot 123 cc met Sachs- en Franco Morini-tweetaktmotoren gebouwd, die vooral onder de naam Monark bekend waren. 
Van 1957 tot en met 1963 werden door de Monark fabriek in Varberg, monarscoots naar Nederland geëxporteerd.
In 1975 werd de productie beëindigd. MCB hoort tegenwoordig bij het Volvo-concern. Monark is overigens ook bekend van de buitenboordmotoren en fietsen, maar leverde later ook motorblokken aan Sachs en Franco Morini. De buitenboordmotoren verbinden Monark ook aan Crescent, dat buitenboordmotoren maakte die uiteindelijk in 500 cc- en zijspanraces gebruikt werden. 
Monark maakt tegenwoordig vooral motorfietsen voor militair gebruik.